# Chondrodesmus mamirauaensis
Chondrodesmus mamirauaensis är en mångfotingart som beskrevs av Golovatch, Hoffman och Joachim Ulrich Adis 1999. Chondrodesmus mamirauaensis ingår i släktet Chondrodesmus och familjen Chelodesmidae. Inga underarter finns listade i Catalogue of Life.